# 1552 Бессель
1552 Бессель (1552 Bessel) — астероїд головного поясу, відкритий 24 лютого 1938 року.
Тіссеранів параметр щодо Юпітера — 3,220.